# 411vm 17
411vm 17 je sedemnajsta številka 411 video revije in je izšla marca 1996.

## Vsebina številke in glasbena podlaga
Glasbena podlaga je navedena v oklepajih.
- Transitions (Goldfinger - Minds eye)
- Profiles Mike Santarosa, Shawn Mandoli, Caine Gayle / Jason Maxwell (Jamiroquai - Half the man, Patterson - Freedom now, Integrity - Vocal test)
- Wheels of fortune Stacey Lowery, Aki Karja, JB Gillet (The pharcyde - Hey you, Wool - Eden, DJ Shadow - Influx)
- Contests Slam city jam, Vankuversko vert tekmovanje, Hard rock vert tekmovanje, Vankuversko ulično tekmovanje (Hum - I hate it too, Schleprock - Waiting, Foo fighters - Winnebago)
- Road trip Alien workshop (Nofx - The death of john smith)
- Fine tuning Ed Templeton